# Роженко, Владимир Ефремович
Владимир Ефремович Роженко (1887 — 1919, станица Великокняжеская) — русский офицер, капитан Генерального штаба, участник Первой мировой войны и Белого движения. Персонаж из романа донского писателя Михаила Шолохова «Тихий Дон» (Книга вторая. Часть четвертая. Глава XIII).

## Биография
Родился Владимир Ефремович в 1887 году, из крестьян. Получил образование: окончил Пятую Санкт-Петербургскую гимназию, затем Михайловское артиллерийское училище, в 1914 году — Императорскую Николаевскую военную академию (2 кл.). Имеет чины: поручик (1911), штабс-капитан (1916), старший адъютант (1916), капитан (1916). Роженко был участником Первой мировой войны и Белого движения. Служил в 23-й конно-артиллерийской батареи, затем был переведён в генеральный штаб первого кавалерийского корпуса (старший адъютант), исполняющий должность младшего штаб-офицера для делопроизводства и поручений особого делопроизводства управления генерал-квартирмейстера при Ставке ВГК. Владимир Ефремович — член Главного комитета «Союза офицеров армии и флота». Участник корниловского мятежа, затем был арестован, сидел в быховской тюрьме. В октябре 1917 года Роженко освободили и он уехал на Дон. С ноября 1917 года служил в Добровольческой армии, был участником первого Кубанского похода. В 1918 году в станице Ольгинской Роженко вышел из Добровольческой армии, с тайной миссией был оправлен в Москву. В 1919 году Владимира Ефремовича Роженко убили в станице Великокняжеской.
Владимир Ефремович Роженко — персонаж, реальное историческое лицо, изображённое в романе известного писателя Михаила Александровича Шолохова «Тихий Дон». В 1917 году был капитаном в ставке Корнилова: «...Крепко, растроганно пожимая сухую, горячую руку Корнилова, Лукомский привстал.
— Вполне разделяю ваш взгляд! Пойду до конца. Надо обдумать, взвесить — и ударить. Поручите мне, Лавр Георгиевич.
— План разработан мною. Детали разработают полковник Лебедев и капитан Роженко. Ведь вы, Александр Сергеевич, завалены работой. Доверьтесь мне, у нас ещё будет время обсудить всё и, если явится необходимость, внести соответствующие изменения...».